# Bygones
Bygones is de zeventiende aflevering van het achtste seizoen van de televisieserie ER, die voor het eerst werd uitgezonden op 28 maart 2002.

## Verhaal
Dr. Corday probeert dr. Greene te ontwijken terwijl zij nog steeds met Ella in een hotel leeft. Dr. Romano dwingt haar weer te gaan werken, daar merkt zij dat dr. Greene vreemd gedrag vertoont. Zij komt uiteindelijk te weten dat hij stervende is aan zijn teruggekeerde hersentumor. Als zij dit vertelt aan dr. Romano adviseert hij aan haar om terug te gaan naar haar man voor de paar maanden die hij heeft.
Dr. Weaver wordt bezorgd als zij hoort dat Sandy Lopez vermist wordt na een brand, uiteindelijk vindt zij haar weer terug en is zeer opgelucht dat zij veilig is.
De SEH wordt overspoeld met slachtoffers van steekpartijen op een universiteit.
Lockhart durft niet meer in haar appartement te wonen, en logeert zolang bij dr. Kovac tot zij een nieuwe woning heeft gevonden. 
Dr. Jing-Mei Chen behandelt een patiënt die niet meer praat nadat hij een traumatisch ervaring heeft meegemaakt.

## Rolverdeling

### Hoofdrollen
- Anthony Edwards - Dr. Mark Greene
- Hallee Hirsh - Rachel Greene
- Noah Wyle - Dr. John Carter
- Laura Innes - Dr. Kerry Weaver
- Alex Kingston - Dr. Elizabeth Corday
- Paul McCrane - Dr. Robert Romano
- Goran Višnjić - Dr. Luka Kovac
- Sherry Stringfield - Dr. Susan Lewis
- Ming-Na - Dr. Jing-Mei Chen
- Maura Tierney - verpleegster Abby Lockhart
- Laura Cerón - verpleegster Chuny Marquez
- Yvette Freeman  - verpleegster Haleh Adams
- Deezer D - verpleger Malik McGrath
- Lily Mariye - verpleegster Lily Jarvik
- Dinah Lenney - verpleegster Shirley
- Linda Shing - ICU verpleegster Corazon
- Lyn Alicia Henderson - ambulancemedewerker Pamela Olbes
- Sharif Atkins - Michael Gallant
- Abraham Benrubi - Jerry Markovic
- Erica Gimpel - Adele Newman
- Lisa Vidal - Sandy Lopez
- Demetrius Navarro - Morales

### Gastrollen (selectie)
- Karen Austin - Mrs. Carlson
- Julie Cobb - Dr. Felicia Kind
- Jude Ciccolella - coach Charlie
- Kyle Colerider-Krugh - Martin
- Megalyn Echikunwoke - Terry Welch
- Lisa Lang - Shelly
- Shareen Mitchell - Linda Evans
- Peter Scolari - Kyle Evans
- Harrison Page - Stan
- Klea Scott - Joanne